# Лучіо Сілла
«Лучіо Сілла» (італ. Lucio Silla) — опера (музична драма, італ. dramma per musica) на 3 дії австрійського композитора Вольфганга Амадея Моцарта , лібрето Дж. да Гамеррі, редакція тексту П'єтро Метастазіо. Прем'єра: Мілан, театр «Реджо дукале», 26 грудня 1772 року.
Луцій Сулла — римський диктатор, який жив у 138–78 роках до н. е., так само став героєм однойменних опер Баха та П. Анфоссі.
Опера носить громадянський, антитираністичний характер. У центрі уваги не фінальне прозріння володаря, а мужність, гідність, моральна доблесть борців з деспотизмом, що перемагають Суллу духовно.

## Сюжет
В основі твору Моцарта лежить характерний для італійської опери-серіа конфлікт обов'язку і почуття. Головний герой, Луцій Сулла, відняв наречену в сенатора Цецилія і вигнав його з Риму. Той повертається і заступається за честь дівчини. Закоханим намагається допомогти їхній товариш Цинна. Він вирішує вбити тирана, хоча знає, що це зруйнує його власне щастя: Цинна любить сестру Луція. Змова терпить невдачу, і диктатор може знищити своїх ворогів. Але після важкої душевної боротьби Луцій розуміє, що причиною всіх бід була його жорстокість. Він відмовляється від влади, повертаючи її народу.

## Дійові особи
| Ролі                                           | Голос   | Учасники прем'єри 26 грудня 1772 (Диригент: Вольфганг Амадей Моцарт) |
| ---------------------------------------------- | ------- | -------------------------------------------------------------------- |
| Луцій Сулла, диктатор Риму                     | тенор   | Бассано Борньйоні                                                    |
| Челія, сестра Сулли                            | сопрано | Даніелла М'єнчі                                                      |
| Джунія, заручена з Чечиліо                     | сопрано | Анна де Амічіс-Буонсолацці                                           |
| Чечиліо (Цецилій), римський сенатор у вигнанні | сопрано | Венанціо Рауцціні                                                    |
| Луцій Цинна, друг Цецилія                      | сопрано | Фелічіта Зуарді                                                      |
| Ауфідіо, трибун та друг Сулли                  | тенор   | Джузеппе Онофріо                                                     |
| Варта, патриції, сенатори, народ (хор)         |         |                                                                      |

## Постановки
У XX столітті опера ставилася в Празі (1929), Зальцбурзі (1964, 2006), Берліні та Лондоні (1967), Балтиморі (1968), Відні і Ганновері (2006).

## Музичні номери
- Увертюра

### Перший акт
- N. 1 Арія Vieni ov'amor t invita (Цинна)
- N. 2 Речитатив Dunque sperar poss'ioі
  - арія Il tenero momento (Чечиліо)
- N. 3 Арія Se lusinghiera speme (Челія)
- N. 4 Арія Dalla sponda tenebrosa (Джунія)
- N. 5 Реситатив Mi piaceі
  - Арія Il desio di vendetta e morte di (Сулла)
- N. 6 Речитатив Morte, morte fatal (Чечилио) і 
  - хор Fuor di queste urne dolenti con Solo di Giunia O del padre ombra diletta
- N. 7 Речитатив Se l empio Sillaі
  - дует 'Eliso in sen el attendi (Джунія, Челія)

### Другий акт
- N. 8 Арія Guerrier, che d'un acciaro (Ауфідіо)
- N. 9 Речитатив Ah corri, volaі
  - арія Quest'improvviso tremito (Чечиліо)
- N. 10 Арія Se il labbro timido (Челія)
- N. 11 Речитатив Vanne. T affrettaі
  - арія Ah se il crudel periglio (Джунія)
- N. 12 Речитатив Ah sì, scuotasi omai l indegno giogoі
  - арія Nel fortunato istanta (Цинна)
- N. 13 Арія 'ogni pietà mi spoglio (Сулла)
- N. 14 Речитатив Chi sa, che non sia questaі
  - арія Ah se a morir mi chiama (Чечиліо)
- N. 15 Арія Quando sugl'arsi campi (Челія)
- N. 16 Речитатив In un istanteі
  - арія Parto el affretto (Джунія)
- N. 17 Хор Se gloria il crin ti cinse
- N. 18 Терцет Quell'orgoglioso sdegno (Джунія, Чечиліо, Сулла)

### Третій акт
- N. 19 Арія Strider sento la procella (Челія)
- N. 20 Арія De' più superbi il core (Цинна)
- N. 21 Арія Pupille amate (Чечиліо)
- N. 22 Речитатив Sposo... mia vita... і
  - арія Fra i pensieri più funesti morte di (Джунія)
- N. 23 Фінал з хором Il gran Silla che a Roma in seno (Джунія, Чечиліо, Цинна, Челія, Сулла, Ауфідіо, хор)

## Дискографія
Виконавці дані в наступному порядку:Луцій Сулла/Джунія/Цецилио/Цинна/Челія
- Fernando Ferarri/Dora Gatta/Fiorenza Cosotto/Anna Maria Rota/Rena Gary Falachi, Milan, con. Carlo Felice Cillario, 1962. Sarx
- Peter Schreier/Edita Gruberova/Cecilia Bartoli/Dawn Upshaw/Yvonne Kenny, Concertus Musicus Wien & Arnold Shönberg Choir, con. Nicolaus Harnoncourt, 1989. Teldec
- Roberto Sacca/Annick Massis/Monica Bacelli/Veronica Cangemi/Julia Kleiter, La Fenice Amsterdam de, con. Tomas Netopil, 2006. DVD Deutsche Grammophon

## Використана література
Гозенпуд А. Оперний словник. — СПб., 2005.